# Saurita tetraema
Saurita tetraema är en fjärilsart som beskrevs av Fabes 1939. Saurita tetraema ingår i släktet Saurita och familjen björnspinnare. Inga underarter finns listade.